# Borra

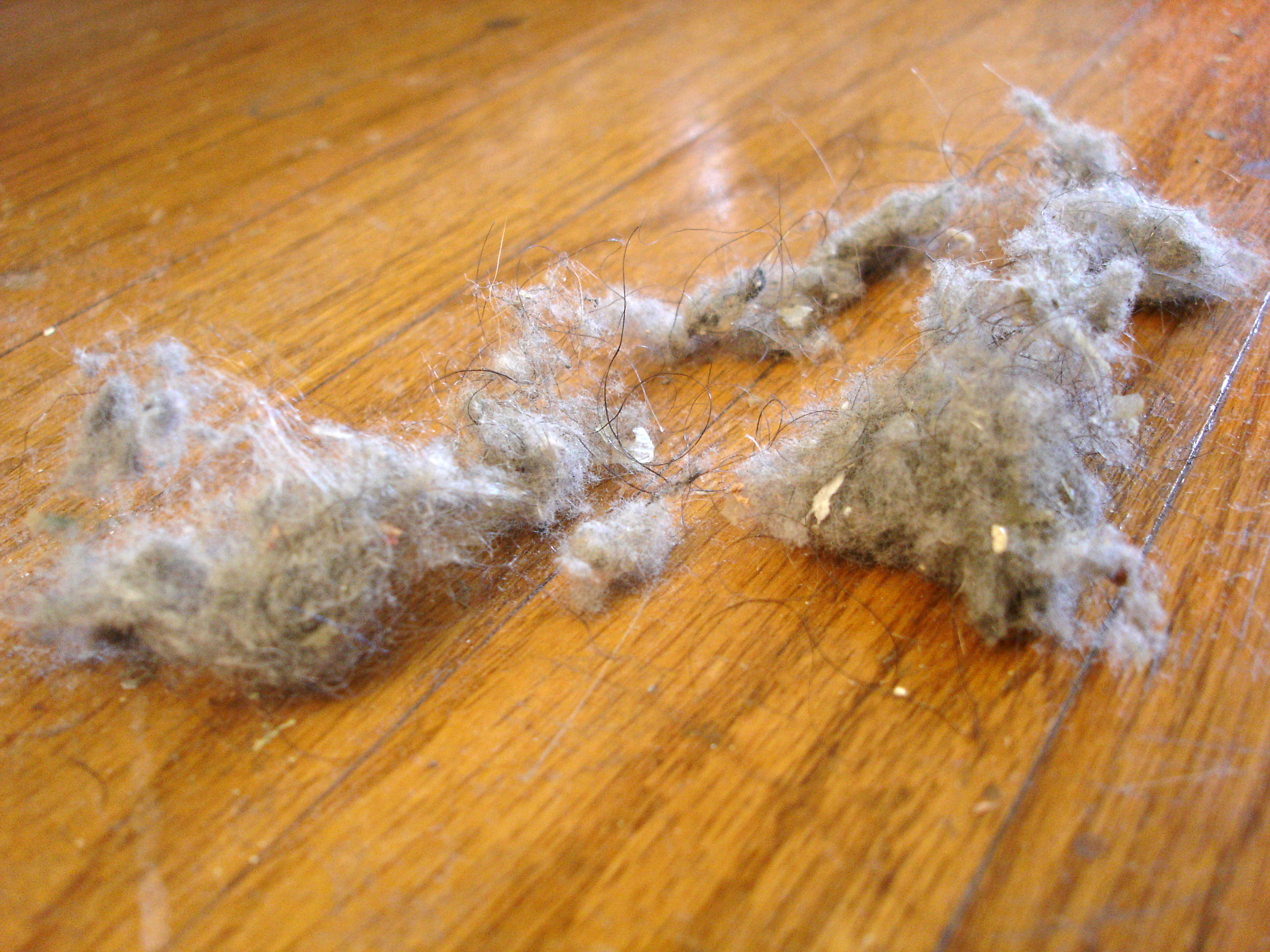
Borra sobre el parqué.

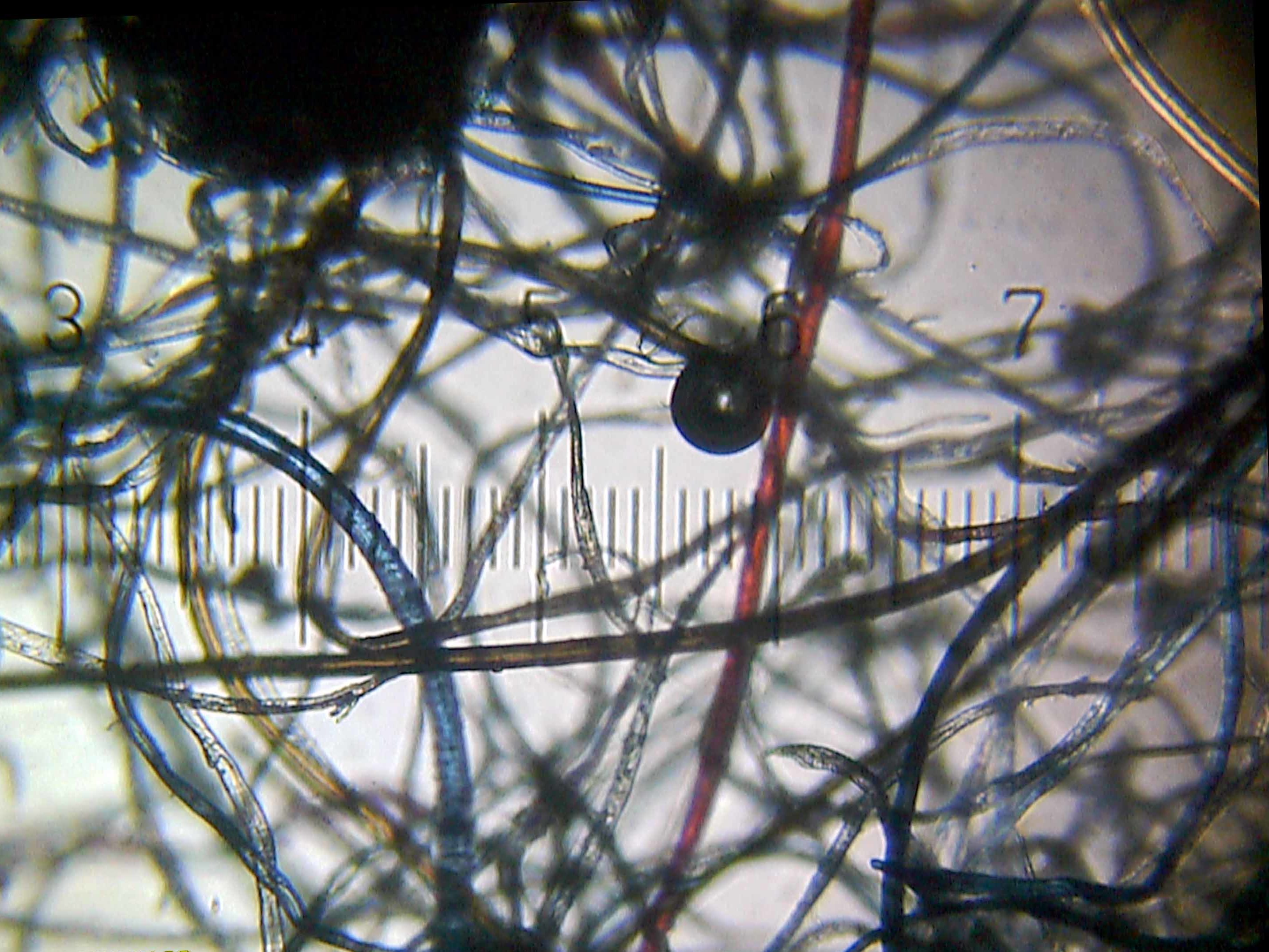
Vista microscópica. Las separaciones numeradas están a intervalos de 230 µm

Se llama borra a los pelos de los mamíferos con aspecto lanoso, los otros tipos de pelo son cerdas y vibrisas. El diccionario de la Asociación de Academias de la Lengua Española (ASALE) define el concepto en su acepción número 3 como parte más grosera o corta de la lana. También se usa para el pelo de cabra de que se rellenan las pelotas, cojines y otras cosas (acepción 4); pelo que el tundidor saca del paño con la tijera (acepción 5); pelusa que sale de la cápsula del algodón (acepción 6); pelusa polvorienta que se forma y reúne en los bolsillos, entre los muebles y sobre las alfombras cuando se retarda la limpieza de ellos (acepción 7); o la hez o sedimento espeso que forman la tinta, el aceite, etc. (acepción 8).
Se puede acumular junto al polvo en objetos tecnológicos.
- En los cérvidos, es el tejido aterciopelado que posee gran cantidad de vasos sanguíneos para alimentar el hueso que forma las astas mientras crecen.

- Los gatos a veces acumulan la borra en la garganta y la escupen como una bola, esta bola tiene connotaciones místicas "mágicas" muy negativas.[3]

- La borra es la pelusilla que se acumula en los lugares de la casa donde no llega la escoba. En la poesía se asocia con todas las cosas perdidas y sin importancia que sin embargo valoramos (el kippel).[4]

- En el libro ¿Sueñan los androides con ovejas eléctricas?, el kippel (la borra) es asociada con los seres humanos minusválidos que son desechados por la sociedad por no cumplir unas expectativas de normalidad.

Se habla de "borra" al hacer referencia a la parte orgánica decantada por precipitación en el proceso de fermentación de bebidas alcohólicas. Es muy común que en las botellas de vinos y cervezas de producción artesanal sea notorio.